# Huperzia ignambensis
Huperzia ignambensis là một loài thực vật có mạch trong Họ Thạch tùng. Loài này được (Compton) Holub mô tả khoa học đầu tiên năm 1991.